# Kill Chain
Pour l’article homonyme, voir Kill chain (sécurité informatique).
Pour plus de détails, voir Fiche technique et Distribution.
Kill Chain est un film américain écrit et réalisé par Ken Sanzel, dont le rôle principal est tenu par Nicolas Cage, sorti en Vidéo à la demande en 2019,.

## Synopsis
Bogotá, Colombie.
Deux agents des forces spéciales entrent dans l'Hotel Del Franco. Lorsque le propriétaire des lieux arrive, ils lui demandent combien il y a de clients. Seulement deux.
Une jeune femme en robe rouge, bien décidée à fuir loin et recommencer une nouvelle vie grâce à l'argent qu'elle a dans son sac, qui a rendez-vous dans l'hôtel avec un certain Arana afin que ce dernier lui procure une nouvelle identité. Malheureusement, son repos sera de courte durée car ses poursuivants savent où elle se cache.
Un tueur à gage qui attend ses instructions à propos de sa prochaine cible. Alors qu'il se place et effectue des réglages de lunette, il aperçoit un autre tireur sur le toit en face.
Tous ces événements qui s'enchaînent ne sont peut-être pas le fruit du hasard…

## Fiche technique
- Titre original : Kill Chain
- Réalisation : Ken Sanzel
- Scénario : Ken Sanzel
- Photographie : Manuel Castañeda
- Montage : Alex Kopit
- Musique : Mario Grigorov
- Direction artistique : Emmanuel Karsen
- Décors : Francisco Arbelaez
- Costumes : Tulia Díaz
- Production : Paul Hertzberg, Avi Lerner et Gary Preisler
- Sociétés de production : Millenium Media, Cinetel Films, Saturn Films
- Sociétés de distribution : Amazon Prime
- Pays d'origine :  États-Unis
- Langue originale : Anglais américain
- Version Française : Libra Films
- Format : couleur
- Genre : Film d'action, Thriller
- Durée : 91 minutes (1 h 31)
- Dates de sortie : 
  - 18 octobre 2019 (en VOD sur Amazon Prime)
  - 3 juin 2020 (en DVD)

## Distribution
- Nicolas Cage (VF : Dominique Collignon-Maurin) : Araña
- Anabelle Acosta (VF : Céline Ronté) : Renata
- Ryan Kwanten (VF : Alexandre Gillet) : Ericson
- Enrico Colantoni (VF : Thierry Kazazian) : Markham
- Alimi Ballard (VF : Mohad Sanou) : Royce
- Angie Cepeda : Gabrielle
- Pedro Calvo (VF : Emmanuel Karsen) : Quirk
- Eddie Martinez (VF : Benjamin Penamaria) : Sanchez
- ? (VF : Marc Saez) : Dean